# Best Part of Me
«Best Part of Me» es una canción interpretada por el cantante y compositor británico Ed Sheeran en colaboración con el cantante estadounidense Yebba. Fue lanzada como el cuarto sencillo el 5 de julio de 2019 junto al tema «Blow» para la promoción del cuarto álbum de estudio de Sheeran No.6 Collaborations Project. La pista fue escrita por Ed Sheeran, Abbey Smith y Benjamin Levin. El 10 de julio del mismo año lanzó una versión acústica del tema.

## Antecedentes y lanzamientos
Ed Sheeran reveló la fecha de lanzamiento de la canción el 4 de julio de 2019. Fue lanzada junto con «Blow» al día siguiente. Sobre el trabajo con YEBBA , Ed Sheeran declaró "Me encantó hacer [el] disco. YEBBA es fenomenal, el está en cosas masivas".
«Best Part of Me» es una balada romántica con sonidos pop. De acuerdo con Idolator, la canción es una balada romántica, que 'se acumula a un estribillo muy querido en marcha'. Rob Arcand de Spin comentó que la canción "ralentiza las cosas", comparándolo con la interpretación acústica en solitario de Sheeran en el tema «I Don't Care».
La pista fue escrita por Ed Sheeran, Abbey Smith y Benjamin Levin, mientras que la producción fue llevada a cabo por Ed Sherran, Benny Blanco y Joe Rubel. El 10 de julio de 2019 se lanzó una versión en vivo grabada en Abbey Road Studios.

## Créditos y personal
Créditos adaptados de Genius.
- Ed Sheeran  - voz, compositor, productor, bajo, guitarra
- Yebba - Voces, compositor
- Benny Blanco  - compositor, productor, teclados
- Joe Rubel - productor, ingeniería, teclados
- Thomas Bartlett - teclados
- Pino Palladino - bajo
- Chris Sclafani - ingeniería
- Gosha Usov - ingeniería
- Archie Carter - asistente de ingeniería
- Robert Sellens - asistente de ingeniería
- Anthony Evans - editor
- Stuart Hawkes - maestro
- Mark "Spike" Stent - mezclador
- Matt Wolach - mezclador
- Michael Freeman - mezclador

## Posicionamiento en listas
| Listas (2019)                             | Mejor posición |
| ----------------------------------------- | -------------- |
| Alemania (Official German Charts)         | 55             |
| Austria (Ö3 Austria Top 40)               | 38             |
| Canadá (Canadian Hot 100)                 | 44             |
| Dinamarca (Tracklisten)                   | 35             |
| Escocia (Official Charts Company)         | 27             |
| Eslovaquia (Singles Digitál Top 100)      | 19             |
| España (Bucle Top 20)                     | 19             |
| Estados Unidos (Billboard Hot 100)        | 99             |
| Estonia (Eesti Tipp-40)                   | 23             |
| Francia (SNEP)                            | 162            |
| Hungría (Single Top 40)                   | 40             |
| Nueva Zelanda Hot Singles (RMNZ)          | 13             |
| Países Bajos (Single Top 100)             | 62             |
| Portugal (AFP)                            | 66             |
| República Checa (Singles Digitál Top 100) | 18             |
| Singapur (RIAS)                           | 20             |
| Suecia (Sverigetopplistan)                | 41             |
| Suiza (Schweizer Hitparade)               | 40             |

## Historial de lanzamiento
| País   | Fecha              | Formato                      | Discográfica                        | Ref   |
| ------ | ------------------ | ---------------------------- | ----------------------------------- | ----- |
| Varios | 5 de julio de 2019 | Descarga digital y Streaming | Atlantic Records UK, Asylum Records | [ 1 ] |